# 臺灣窒素
臺灣窒素株式會社，簡稱臺灣窒素，是臺灣最早計畫量產硫酸錏（今譯硫酸銨）的化學公司，1943年2月5日由日本窒素肥料株式會社於日治時期下的臺灣成立，是日本窒素的全資子公司，登記資本額為400萬日圓，實收資本額為100萬日圓。:151該公司剛成立時，目標成為臺灣、東南亞、中國南部市場的主要硫酸錏製造商；但因正處於第二次世界大戰期間，廠房建材不足，轉而生產硝酸和民用火藥。:27-28戰後，臺灣窒素由臺灣省行政長官公署接收，併入臺灣工礦公司工礦器材分公司，負責生產、供應戰後臺灣民用爆裂物。:154-156

## 設立
1941年7月，臺灣總督府殖產局擬定「硫安工場創立計畫案」，指出該年度臺灣硫酸錏需求量為38萬噸，實際僅取得27萬噸，且多自日本、朝鮮及滿洲等地進口；海運費用高昂之外，臺灣、日本、朝鮮、滿洲的稻作產季互相重疊，化學肥料供不應求，導致臺灣硫酸錏短缺。此外，日本佔領下的東南亞、中國南部也有硫酸錏短缺情形。考量到臺灣正轉型為集約化農業、硫酸錏需求將增加，再加上廣大的島外市場，臺灣總督府遂提議建立硫酸錏工廠，運用臺灣豐沛的電力資源，以電解法生產硫酸錏，供應島內外市場。:148-149
同年9月，中原省三、堀省一郎、河西嘉一、堀內金城、織田研一等5位高階技術人員，分別代表5家日本化學公司及電力公司來台考察，從技術層面評估設置硫酸錏工廠的可行性。他們提出三點結論，第一，硫酸錏工業規模龐大，臺灣既有工廠的設備尚不足以量產硫酸錏；第二，日本的硫酸錏工廠多為大企業兼營事業，以財團整體的收入來維持生產；第三，硫酸錏生產所需技術人才需多年養成，臺灣尚無足夠人才可支撐硫酸錏工業。綜合考量下，最終由日本窒素株式會社出資，成立臺灣窒素株式會社，為其全資子公司。:150-151

## 經營
1943年2月5日，臺灣窒素株式會社正式成立，由榎本直三郎擔任社長取締役，宮本正治、堀內金城擔任常務取締役，開始建設廠房、生產線。臺灣窒素建廠階段可謂多災多難。該公司原擬建造硫酸錏廠房，卻因戰爭時期建材短缺而被迫放棄，轉為生產硝酸與民用火藥；原訂由宮本正治擔任常務取締役，宮本搭乘的船隻卻遭遇美軍襲擊，宮本也因此罹難；:27、29原訂從日本招募技術人才，也因海運、空運中斷，被迫在臺北市附近招聘員工等等。:30最後，臺灣窒素的火藥工廠遲至1944年8月才能試運轉。:28、33-34
硫酸錏生產有利於臺灣農業增產，臺灣總督府原本積極協助臺灣窒素建廠；但該公司決議改為生產硝酸、民用火藥後，臺灣總督府的態度便趨於冷淡。:34直到大日本帝國戰況不利，臺灣窒素計畫生產的民用火藥正符合軍事需求，臺灣窒素的工廠才在總督府與大日本帝國陸軍、海軍大力支持下完工、生產，成為大日本帝國的軍需工廠之一。:154

## 終戰之後
第二次世界大戰結束後，中華民國資源委員會派員組成「臺灣事業考察團」，調查臺灣產業，著成《臺灣事業考察報告》；在該報告集當中的〈臺灣酸鹼肥料工業視察報告〉，負責執筆的潘履潔認為，臺灣肥料事業陳舊、效率低落，不值得由資源委員會接收。日後資源委員會雖仍整併臺灣日治時期各家肥料工廠，但臺灣窒素實際上並未生產肥料，故未納入資源委員會成立的「臺灣肥料公司」中，而是由臺灣省行政長官公署接收，併入臺灣工礦股份有限公司下屬的工礦器材公司。原屬臺灣窒素的工廠，戰後於中華民國政府治下，仍持續生產民用火藥，供應臺灣礦業所需。:154-155、157